# Lou Reichers
Louis T. Reichers (* 19. Jahrhundert oder 20. Jahrhundert; † 1962) war ein US-amerikanischer Pilot und Autor.

## Leben
Reichers betrieb durch seine Flüge Öffentlichkeitsarbeit im Auftrag des Nahrungsmittelfabrikanten Bernarr MacFadden. 1929 flog er zahlreiche Flugplätze in den USA an, um sie auf ihre Betriebstauglichkeit zu überprüfen und zu demonstrieren, wie viel Zeit man im Vergleich mit herkömmlichen Verkehrsmitteln sparen konnte.
1930 absolvierte er zusammen mit Robert Black einen dreizehntägigen Dauerflug.
Mit seiner einmotorigen Lockheed Altair Special NR998Y Golden Eagle mit 665 PS-Pratt & Whitney-Wasp-Motor stellte er im Herbst 1931 einen Geschwindigkeitsrekord auf der Strecke Newark (New Jersey)-Havanna in 6 Stunden 41 Minuten auf und am 28. April 1932 bei einem Testflug für die geplante Atlantikquerung einen weiteren Geschwindigkeitsrekord auf der Strecke Montreal-Havanna (1786 Meilen in 9 Stunden).
1932 plante er einen Transatlantikflug nach Paris, um anschließend weitere Flüge über Europa zu unternehmen. Er flog damals immer noch im Auftrag von MacFadden und nutzte die speziell hergerichtete Lockheed Altair NR998Y, die jetzt Miss The Liberty hieß. Von Newark sollte der Flug über Harbour Grace und Dublin nach Paris führen und die Flugzeit Lindberghs halbieren. Allerdings musste er am 13. Mai 47 Meilen vor Fastnet / Irland (180 Meilen vor Dublin) im Atlantik notlanden. Reichers konnte mittels eines Rettungsbootes der SS President Roosevelt, die die Notlandung beobachtet hatte, verletzt geborgen werden; das Rettungsboot und das Flugzeugwrack gingen dabei jedoch verloren. Kapitän des Schiffes war George Fried, der maßgeblich an der Rettung beteiligt war Harry Manning.
1935 überlebte Lou Reichers wieder einen Absturz, diesmal in Newark mit der zweimotorigen UB-14 X1470 von Vincent Burnelli.
1941 flog er einen Teil der Abordnung (Harriman-Mission) der USA nach Moskau, zu Verhandlungen mit Josef Stalin. Der Sonderbotschafter des amerikanischen Präsidenten, Averell Harriman, überquerte den Atlantik in einem Coronado-Flugboot und fuhr dann mit der britischen Delegation im Schweren Kreuzer HMS London fast bis Archangelsk, wo sie in See von einem sowjetischen Zerstörer übernommen wurde. Ein Teil der Fachleute flog in zwei viermotorigen Consolidated B-24A Liberator unter Alva L. Harvey und Reichers über Montreal und Gander nach Prestwick (15. September) und dann am 23. September nonstop über Norwegen und Finnland nach Moskau (3150 Meilen).
Reichers trat mit seiner Maschine schon am 5. Oktober den Rückweg an. Er flog über das Kaspische Meer, den Irak, Ägypten, Zentralafrika, den Südatlantik, Brasilien und Puerto Rico nach Washington (18. Oktober). Harveys Rückflug wurde zu einem Rekordflug um die Erde in 17 Tagen.
Reichers war später für die Organisation der Überführungsflüge von neuen Flugzeugen auf der Südroute verantwortlich.

## Buch
1956 kam seine Biografie als Buch The Flying Years heraus.